# Años 140
Los años 140 o década del 140 empezó el 1 de enero del 140 y terminó el 31 de diciembre del 149.

## Acontecimientos
- San Pío I sucede a San Higinio como papa en el año 140
- 149: Comienza la construcción del circo romano de Arlés.

## Personas destacadas
- Antonino Pío, Emperador romano (138 al 161)